# 宋海
宋海（1951年7月—），男，满族，河北玉田人，中华人民共和国政治人物，曾任广东省人民政府副省长，中国民主建国会中央委员会副主席，第九、十二、十三届全国政协委员，第十、十一届全国人大代表。

## 生平
宋海毕业于南开大学经济研究所政治经济学专业。2002年12月，中国民主建国会第八次全国代表大会在北京召开，并选举产生第八届中央委员会，他当选常务委员。2007年12月，中国民主建国会第九次全体代表大会在北京举行。12月20日，大会选举产生新一届中央委员会，他当选为副主席。2008年起担任全国人大代表。2009年1月，担任华南理工大学现代服务业研究院院长。2018年1月，当选第十三届全国政协委员。